# 静岡鉄道300形電車
静岡鉄道300形電車（しずおかてつどう300がたでんしゃ）は、かつて静岡鉄道（静鉄）に在籍した通勤形電車である。静鉄で初となるカルダン駆動方式を採用するなど、『静鉄形電車』と呼ばれる自社長沼工場で製造された車両類の中では最も優れた設備を持っていた。
後年、全車が福井鉄道に譲渡され、同社300形として2006年（平成18年）まで在籍した。

## 概要
1966年（昭和41年）から1967年（昭和42年）にかけて、自社長沼工場で静岡清水線用にクモハ300形-クハ300形からなる2両固定編成3本の計6両が新製された。なお、本系列はクモハ301-クハ301（第一編成）のように、クモハ・クハともに同一車番を称していたことが特徴であった。

### 車両概要

#### 車体
クモハ・クハともに片運転台構造の全鋼製車で、正面には貫通扉が設置され、側面窓配置はdD3D3D1（d：乗務員扉, D：客用扉）であるという基本設計は100形後期車を踏襲しており、17,000mmという車体長も100形と同一である。しかし、車体の裾絞りがなくなったことで車体幅が若干縮小され、客用扉幅が1,300mmに拡大されたことや、側窓が上段固定下段上昇式のユニット構造とされた点が異なり、前照灯には当初からシールドビームタイプのものを採用した。また、301編成では正面窓の横幅寸法が100形と同一で中央に対し両端窓が幅広とされていたが、302編成以降は両端窓の横幅が縮小されたため、正面から受ける印象が異っていた。
車体塗装については新製当初は、当時の静鉄標準塗装であったローズレッドとクリーム色のツートンカラーに塗装された。

#### 主要機器
制御器以外は中古品を使用した100形とは異なり、本系列では全て新製され、前述のように静鉄初の新性能車として登場した。主制御器は電動カム軸式自動加速制御のES577A型、主電動機は国鉄101系のMT46や、小田急3000形SE車のそれとルーツを同じくするTDK806/6-F型、電動発電機（MG）はTDK-366-B1型で、いずれも東洋電機製造製である。なおMGや空気圧縮機（CP）を含めた主要機器をクモハ300形に集中搭載しており、機能上はクモハ300形のみの単独走行も可能であった。
制動装置は静岡清水線の従来車と同様にSME非常弁付直通空気ブレーキを採用し、電気制動は持たない。台車は住友金属工業製のペデスタル式コイルバネ台車であるFS363型（クモハ）およびFS363T型（クハ）を装備した。
パンタグラフはクモハ300形の連結面寄りに1基搭載する。

## 運用

### 各種改造等

#### 前面非貫通化改造
前述のように新製当初は正面貫通扉が設置されていたが、303編成に引き続き作られた350形は貫通路を設けないで登場した。これに合わせ1970年5月から1973年1月にかけて、300形6両についても貫通路埋め込みによる非貫通化が実施された。
301編成はこの改造で正面窓3枚の寸法が同寸になったが、302・303編成の正面両端窓の横幅はこの時点では変更されなかったために、中央窓が両端の窓より幅広になっていた。

#### 静岡清水線ワンマン運転開始に伴う改造
静岡清水線では1975年（昭和50年）9月より、全列車のワンマン運転を開始した。これに伴い車内放送装置にテープ再生機能を、連結面にドア扱い吹鳴ベルを、後方確認のためのバックミラー設置などの諸改造を実施した。この際302・303編成はバックミラーの視界確保のため、正面窓を301編成と同一寸法に拡大する改造も施工された。

#### 車体塗装
ステンレス車体の1000形登場後の1973年の年末に、302編成が試験的に1000形に合わせた銀色一色・車番と社紋は濃紺という塗装に変更された。1974年8月には303編成も銀色塗装となったが、この編成では前面と側面に青帯が追加された。最終的に301編成・302編成も303編成と同じ塗装に変更され、後述するように福井移籍後もしばらくはこの塗装で走ることとなる。

#### ミュージックホーン
静岡鉄道では急行運用に就く車両を対象に、駅到着時や通過時に吹鳴するミュージックホーンの搭載、および正面中央窓下に種別板受けを設置していたが、本系列も急行運用向けに新製時より同設備を装備している。なお、本系列は1000形登場後も同系列とともに急行運用に就いていたことから、後年ミュージックホーンが1000形と同一のものに変更された。なお種別板受けは、後に1000形と同じく種別を前面の行先表示幕で表示するようになったため撤去されている。

#### その他
静岡清水線では1970年12月に自動列車停止装置、1971年2月には列車無線を使用開始したためそれらの装置が搭載されている。また後年には標識灯が角型ケースのものに交換されている。

### 福井鉄道への移籍
その後、相次ぐ1000形の増備によって鋼製車体の従来車が代替されていく中、1000形と基本的に同一の走行性能を持っていた本系列は従来車としては最後まで静鉄に在籍した本系列であったが、急行用車両として使用されていた200形の代替車として福井鉄道から譲渡の申し入れがあり、1985年（昭和60年）に301・303編成が、1986年（昭和61年）には302編成がそれぞれ譲渡された。
福井鉄道では西武生工場で改造工事を実施し、1986年（昭和61年）3月から1987年（昭和62年）7月にかけて順次竣工した。

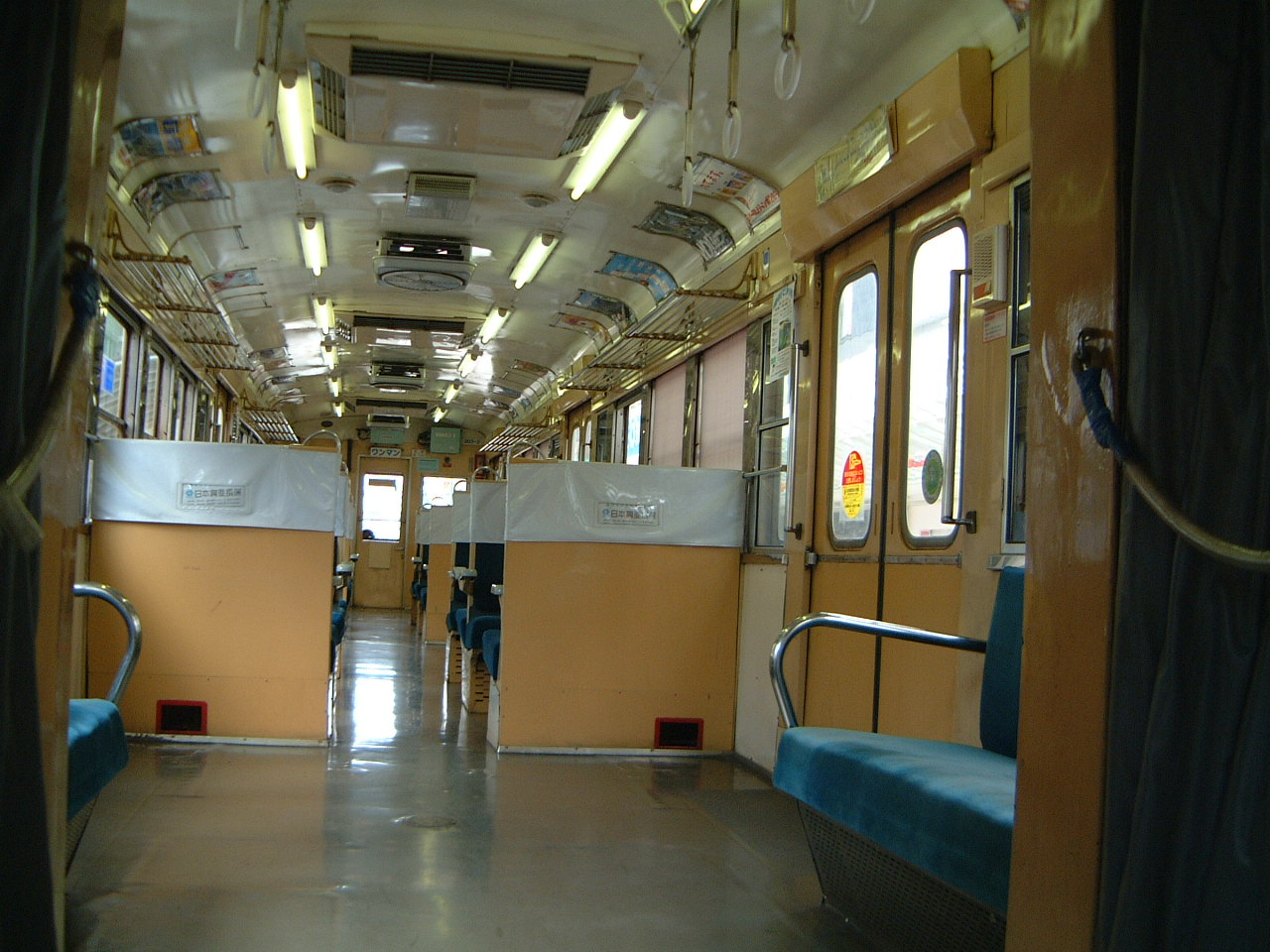
セミクロスシート仕様に改装された車内

入線に際しての改造点、および旧番対照は以下の通りである。
- 旧クモハの連結面寄りの台車と旧クハの先頭寄りの台車を入れ替え、運転台側が電動台車・連結面側が付随台車の全電動車化[注 13]。
  - どちらの車両も「モハ300形」になったため、旧クモハ（武生向き）の車番末尾に「-1」、旧クハ（田原町向き）の車番末尾に「-2」を付加して区別している。
- 併用軌道区間走行のため排障器、および中央扉に福井市内電停用の折り畳み式ステップを新設[注 14][注 15]。
- パンタグラフを「-1（旧クモハ300形）」の連結面側から運転台側に移設[注 16]
- 東芝製RPU221N型分散型冷房装置[注 17]を1両当たり3基搭載して冷房化。福井県下における私鉄車両では初の冷房車となった[注 18]。
- 国鉄から払い下げられた廃車発生品を利用してセミクロスシート化[注 19]
- ワンマン方式の変更により、機器の新設と運転台の仕切り一部撤去。
- 車体色は静岡鉄道時代と同じ銀色地に青帯。ただし先頭部の塗り分けを若干変更した[16]。

車番は福井鉄道での竣工順ではなく静岡鉄道時代のものを踏襲している。
- クモハ301-クハ301 → モハ301-1-モハ301-2　1986年（昭和61年）3月竣工
- クモハ302-クハ302 → モハ302-1-モハ302-2　1987年（昭和62年）7月竣工
- クモハ303-クハ303 → モハ303-1-モハ303-2　1986年（昭和61年）7月竣工

#### 福井鉄道での運用
本系列は200形に代わって急行運用に就いた。
車体色は静鉄時代からの銀色基調では冬季（積雪期）においては保護色となってしまい、遠方からの視認性に難をきたすとの現場からの苦情が相次いだことから、まず301編成が1988年（昭和63年）12月に塗り分けはほぼそのままに、クリームとダークブルーの福井鉄道標準色に塗装変更された。その後302・303編成は白地に緑・赤の帯と、県花の水仙・沿線の市花が入る新塗装に塗り替えられ、301編成も1990年（平成2年）頃に新塗装へ再度塗装変更されている。その後は全面広告車となる編成も登場し、後年のダイヤ改正によって急行列車が削減された後は普通列車としても運用された。
塗装変更と前後して1988年（昭和63年）10月から同年12月にかけて車内に飲料の自動販売機が新設されたが、維持管理の問題から1999年（平成11年）9月に全編成一斉に撤去された。また、1995年（平成7年から1996年にかけて乗務員室後部の仕切壁にディスプレイが新設され、イベント情報等の告知に使用されていた。

## 終焉
本系列は600形導入以前の車両の中では最も経年が浅かったものの、車体を構成する軽量鋼の板厚が薄いことから老朽化が激しく、名古屋鉄道から譲受した路面電車用の低床車両によって代替されることとなった。2006年（平成18年）4月をもって全編成が運用から離脱し、同年内に全車両が廃車解体された。福井鉄道における冷房車の形式消滅は初である。また、同時期に廃車された80形・120形・140形とは異なり、引退に際してさよなら運転などのイベントが行われることはなかった。
なお、本系列の導入によって急行運用から離脱した200形は低床車両による代替対象とはならず、再び急行運用に復帰している。